# Чемпионат Австрии по футболу среди женщин
Австрийская футбольная фрауенлига (нем. ÖFB Frauen Bundesliga) — сильнейший дивизион австрийского женского футбола. По её результатам определяется чемпион страны и представители Австрии в Лиге чемпионов.

## История
Первый женский чемпионат Австрии состоялся в сезоне 1972/1973. Этот турнир был организован Венским футбольным союзом. Команды из других регионов страны впервые приняли участие в сезоне 1982/1983.

## Текущий состав
| Клуб              | Город                  | Стадион                       |
| ----------------- | ---------------------- | ----------------------------- |
| Унион Кляйнмюнхен | Линц                   | Шпортанлаге Унион Кляйнмюнхен |
| Нойленгбах        | Нойленгбах             | Винервальдштадион             |
| Санкт-Файт        | Санкт-Файт-ан-дер-Глан |                               |
| Зюдбургенланд     | Бургенланд             | Sportplatz Ольбендорф         |
| Шпратцерн         | Санкт-Пёльтен          | Фойтплатц                     |
| Грац              | Грац                   | LUV-Платц                     |
| Альтенмаркт       | Альтенмаркт            | Sportplatz Альтенмаркт        |
| Ваккер            | Инсбрук                |                               |
| Ландхаус          | Вена                   | Шпортплатц Йохбергенгассе     |
| Штурм             | Грац                   |                               |

## Список чемпионов
- Нойленгбах: 2003—2013
- Инсбрукер[нем.]: 2002
- Ландхаус: 1974, 1976, 1978, 1981—1983, 1988, 1989, 1995, 1997, 2000, 2001
- Унион Кляйнмюнхен[нем.]: 1990—1994, 1996, 1998, 1999
- Леобен: 1986, 1987
- Остбан XI: 1985
- Асперн: 1984
- Электра Вена: 1977, 1978, 1980
- Анкерброт: 1975
- Фаворитнер: 1973

## Низшие лиги
Помимо женской Бундеслиги в Австрии существуют минорные лиги:
- Вторая Фрауенлига — второй дивизион. Разделён на две зоны. Победители выходят в Бундеслигу.
- Ландеслига — третий дивизион. Проводится местными федерациями.